# Nuestra Señora de Atocha
Nuestra Señora de Atocha – hiszpański XVII-wieczny galeon należący do tzw. Srebrnej Floty. Statek zatonął w 1622 roku czasie huraganu w pobliżu Florydy, przewożąc na pokładzie znaczny ładunek srebra i innych kosztowności.

## Historia
„Nuestra Señora de Atocha” został zbudowany w działającej od ok. 1610 roku hiszpańskiej stoczni w Hawanie na Kubie dla floty Nowej Hiszpanii. Jako materiału do budowy kadłuba użyto mahoniu, dostępnego na Antylach, niczym nie ustępującemu drewnu dębowemu z okolic Bilbao, z którego budowano statki hiszpańskie w Europie.
W 1622 roku „Nuestra Señora de Atocha” wyruszył z portu w Hawanie w rejs do Hiszpanii z ładunkiem miliona srebrnych monet peso, 20 ton srebra w sztabach 70-funtowych oraz złota i szmaragdów. We wrześniu 1622 roku „Nuestra Señora de Atocha” zatonął podczas huraganu, rozbijając się na rafie w pobliżu archipelagu Florida Keys. Wraz z nim zatonęły również dwa inne statki, w tym galeon „Santa Margarita”. Z katastrofy ocalało tylko kilka (4-5) osób, a ówczesne próby ratowania cennego ładunku podjęte przez Hiszpanów zakończyły się niepowodzeniem.
W 1985 roku wrak „Nuestra Señora de Atocha” został odkryty przez amerykańskiego „łowcę skarbów” Mela Fishera. Wydobyte z niego kosztowności, sztaby srebra, dawne armaty i inne artefakty można obecnie oglądać w Mel Fisher Maritime Heritage Society Museum w Key West na Florydzie.
Analiza archeologiczna wraku ujawniła, że kadłub miał istotne wady konstrukcyjne, spowodowane nadmiernymi oszczędnościami poczynionymi przez konstruktorów, które prawdopodobnie stały się przyczyną katastrofy. Aby zapewnić wystarczającą elastyczność, a jednocześnie sztywność kadłuba, ówczesne statki miały poszycie łączone za pomocą drewnianych kołków i żelaznych gwoździ. Badania wraku „Nuestra Señora de Atocha” pokazały, że do konstrukcji jego kadłuba użyto tylko żelaznych gwoździ (było to szybsze i tańsze rozwiązanie), co powodowało niebezpieczną dla właściwości wytrzymałościowych statku sztywność kadłuba.